# Columbus (Texas)
Columbus is een plaats (city) in de Amerikaanse staat Texas, en valt bestuurlijk gezien onder Colorado County.

## Demografie
Bij de volkstelling in 2000 werd het aantal inwoners vastgesteld op 3916.
In 2006 is het aantal inwoners door het United States Census Bureau geschat op 3926, een stijging van 10 (0,3%).

## Geografie
Volgens het United States Census Bureau beslaat de plaats een oppervlakte van
7,3 km², geheel bestaande uit land. Columbus ligt op ongeveer 72 m boven zeeniveau.

## Plaatsen in de nabije omgeving
De onderstaande figuur toont nabijgelegen plaatsen in een straal van 36 km rond Columbus.